# Metrorragia

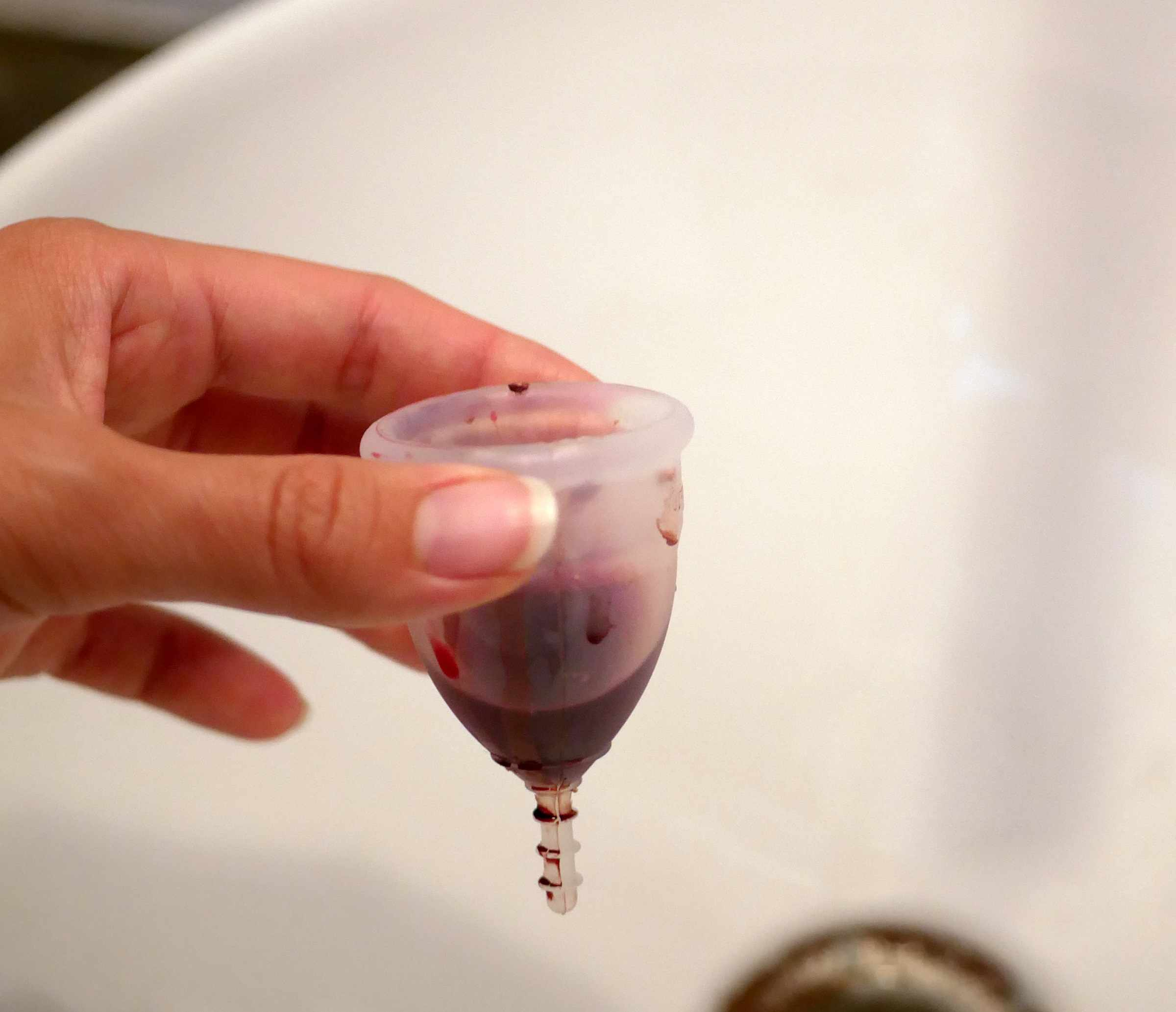
Sangue menstrual

Metrorragia (do grego, metro = útero + -rragia = fluxo excessivo) ou é o termo médico usado para descrever sangramentos do útero fora do ciclo menstrual normal. É o sintoma de vários transtornos inflamatórios, hormonais, tumores, problemas de coagulação ou de sobredose.
Se o sangramento durar mais de 14 dias, se trata de uma menometrorragia. Ela ocorre frequentemente em adolescentes e durante a climatério. Durante a menopausa o ressecamento das paredes da vagina e útero pelo decréscimo de estrógeno favorece sangramentos. A perda de sangue persistente e volumosa pode causar anemia ferropriva.

## Causas
As causas da metrorragia podem ser:
- Disfunção hormonal: cetose, ovário policístico, hipotireoidismo...
- Inflamação dos órgãos reprodutivos: Uterite, Vaginite, Ovarite...
- Tumores: Câncer uterino, câncer de ovário, câncer do colo do útero...
- Anormalidades do endométrio(revestimento do útero): Endometriose, polipose...
- Problemas de coagulação
- Gravidez fora do útero ou outro transtorno da gravidez
- Sangramento induzido por medicamentos: pílula anticoncepcional similar a progesterona, mudanças de contraceptivos, sobredose de aspirina(ou outro anticoagulante) ou corticosteroides, anabolizante...
- Trauma físico: por deslocamento Dispositivo intrauterino (DIU), acidente...

## Diagnóstico
A presença de metrorragia ou de menometrorragia em mulheres com mais de 45 anos deve chamar sempre a atenção para a possibilidade de um carcinoma de endométrio subjacente. Na presença de episódios repetidos, essa mulheres devem ser submetidas a uma investigação ginecológica com a retirada e examinação sob microscópio (biópsia) de parte do tecido do endométrio.
O tratamento depende da causa.